# Depilação pubiana
A remoção dos pelos pubianos, ou depilação intíma, ou depilação pubiana é a depilação dos pelos do corpo e em torno da região pubiana, mais comumente em mulheres, pelo uso de cera. Com o tamanho decrescente dos biquinis das mulheres, os pelos pubianos, que podem tornar-se visíveis em torno da área da virilha de um maiô, o que é amplamente e culturalmente reprovado e geralmente considerado anti-estético, indesejável e embaraçoso, às vezes é removido. No entanto, algumas pessoas também removem pelos pubianos, que não está exposto, por razões estéticas.
Os pelos púbicos podem ser removidos de várias maneiras, incluindo cera, lâminas ou usando cremes depilatórios químicos. O pelo que não é removido pode ser aparado. Apesar de ser associado principalmente com as mulheres, os homens às vezes também removem os pelos pubianos

## História
Nas sociedades do Oriente Médio, a remoção dos pelos do corpo feminino tem sido considerado sinal de boa higiene, exigidas pelas autoridades aduaneiras locais, há muitos séculos. No Islã, isso é conhecido como um ato de Fitrah. Evidência de remoção de pelos pubianos na Índia antiga remonta a 4000 a 3000 AEC, e os métodos não mudaram muito para além do material utilizado. A remoção dos pelos pubianos da mulher ocidental se tornou mais comum quando passou-se a utilizar maiôs e biquínis pequenos, começando em 1945. As alterações nos estilos de lingerie também estimularam a remoção dos pelos pubianos ao longo dos anos.
O corte e remoção de pelos pubianos parece ter começado nos EUA com a invenção do biquíni na década de 1960. Em 1971, a Playboy teve a primeira distribuição pictórica com vislumbres de pelos pubianos; antes disso, as revistas masculinas escondiam a região pubiana por inteiro. O movimento feminista favoreceu notoriamente a aparência natural, e ter pelos no corpo rapidamente se associou à mulher franca e em busca de prazer, em oposição à sedutora núbil. Alguns anos depois, Larry Flynt começou a publicar a série Barely Legal, e os corpos adolescentes de Brooke Shields e Jodie Foster foram erotizados. Isso iniciou um declínio na aparência natural, e a primeira Brazilian wax foi feita em 1987, por um salão de beleza em Manhattan.  A preferência pela região pubiana nua não decolou até 2000, quando Sex and the City contou com brazilians em um episódio e de repente todo mundo queria um. Logo, senhoras de toda a América do Norte estavam ficando completamente depiladas. Estudos mostraram que isso pode ter causado a extinção de piolhos pubianos.
Um estudo realizado em 2003 mostrou que 30% das mulheres norte-americanas removiam completamente os pelos pubianos, 60% os aparavam e 10% os deixavam naturais. Desde então, no entanto, muitas celebridades estão falando ativamente sobre sua preferência pelos desalinhados, e até os enfeites de biquíni estão desaparecendo.  No Reino Unido e Europa, uma pesquisa recente do Daily Mail constatou que 51% das mulheres britânicas deixam suas áreas pubianas intocadas e 46% dos homens entrevistados disseram que preferiam assim.  O mesmo estudo de 2003 mostrou que, em toda a Europa, 10% das mulheres removiam completamente os pelos pubianos, 15% aparavam e 75% os deixavam completamente naturais. As mulheres da Europa Oriental, França e Espanha são notórias por deixar suas axilas e pernas sem pelos, e pode-se supor que isso também se estenda à região pubiana. Na história dos pelos pubianos na Europa, Catherine de Médici, da França, é famosa, porque era fanática por pelos pubianos e insistia em que suas damas de companhia fossem bastante peludas, até mesmo levantando as saias para conferir. A corte francesa também faziam decorações púbicas em suas mechas, incluindo fitas trançadas, pinturas e até douramentos.

## Estilização

### Feminino

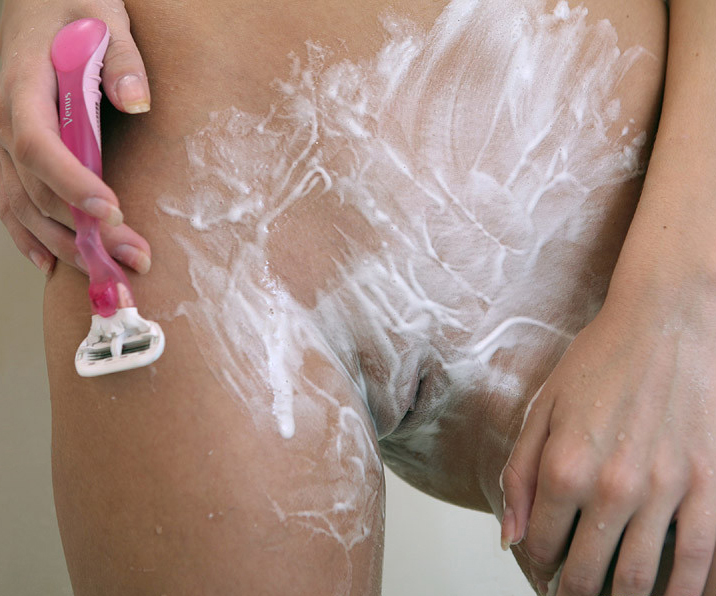
Depilação feminina com barbeador.

#### Depilação biquíni
A linha do biquíni é uma linha imaginária na região do púbis de uma mulher que delineia a parte que normalmente seria abrangida pela parte de baixo de um maiô. No contexto da depilação, é geralmente aceite para descrever qualquer pelos pubianos visível para além das fronteiras de um maiô. A depilação também é geralmente realizado na parte superior da perna.
Podem ser classificados em vários estilos básicos, que podem ter diferentes nomes .
- Depilação Americana é a remoção de apenas o pelo púbico que é exposto por um biquíni, dependendo do estilo do maiô. Para um biquíni, seria o pelo da parte superior das coxas e abaixo do umbigo. Também é conhecido como depilação biquíni básica,[5][13][14]  ou depilação linha do biquíni.
- Depilação Francesa deixa uma tira vertical na frente (às vezes chamada de pista de pouso), de dois a três dedos muito acima da vulva, e 4 cm (1 ½ polegadas) de largura.[5][13][15]  Os pelos da área peri-anal e dos lábios podem ser removidos. Remoção dos pelos destas áreas também é conhecido como a "depilação Playboy",[14] ou G-depilação. A depilação "pista" tornou-se popular com modelos que devem usar roupas de uma estreiteza extrema na região de entrepernas.
- Depilação Brasileira, também conhecida pelo nome em inglês Brazilian wax é a mais conhecida das "depilações biquini", e envolve a remoção de todos os pelos na região pélvica, frente e verso, embora às vezes deixando uma fina faixa de pelos na púbis.[5][13][14][15][16] Pode ser usado por aquelas que usam biquínis fio dental.[17] Uma forma de depilação envolve a completa remoção de pelos das nádegas e do adjacente ao ânus, períneo e vulva (labia majora e monte púbico).[18][19] Se uma fina faixa vertical de pelo é deixado, pode ser chamado de uma pista de pouso. A depilação brasileira também é conhecida como uma depilação brasileira completa, depilação biquini completa, depilação de Hollywood ou a Esfinge.[5][14][15]

#### Outros estilos
O antropólogo Desmond Morris identificou outros estilos de depilação:
- Triângulo: Todos os pelos pubianos são removidos, exceto por um triângulo cortado abruptamente com o ponto central inferior visando o início dos órgãos genitais. É descrito como "uma seta apontando o caminho para o prazer".
- Bigode: Tudo é removido, exceto por um amplo trecho retangular grande um pouco acima do topo na parte superior da fenda genital. Isso às vezes é chamado de "Bigode de Hitler", por vezes, "Bigode de Chaplin".
- Coração: O topete principal púbico é moldado em um símbolo do coração e pode ser tingido de rosa. Este é um estilo popular para o Dia dos Namorados, apresentado como uma surpresa erótica para um parceiro sexual.

### Masculino

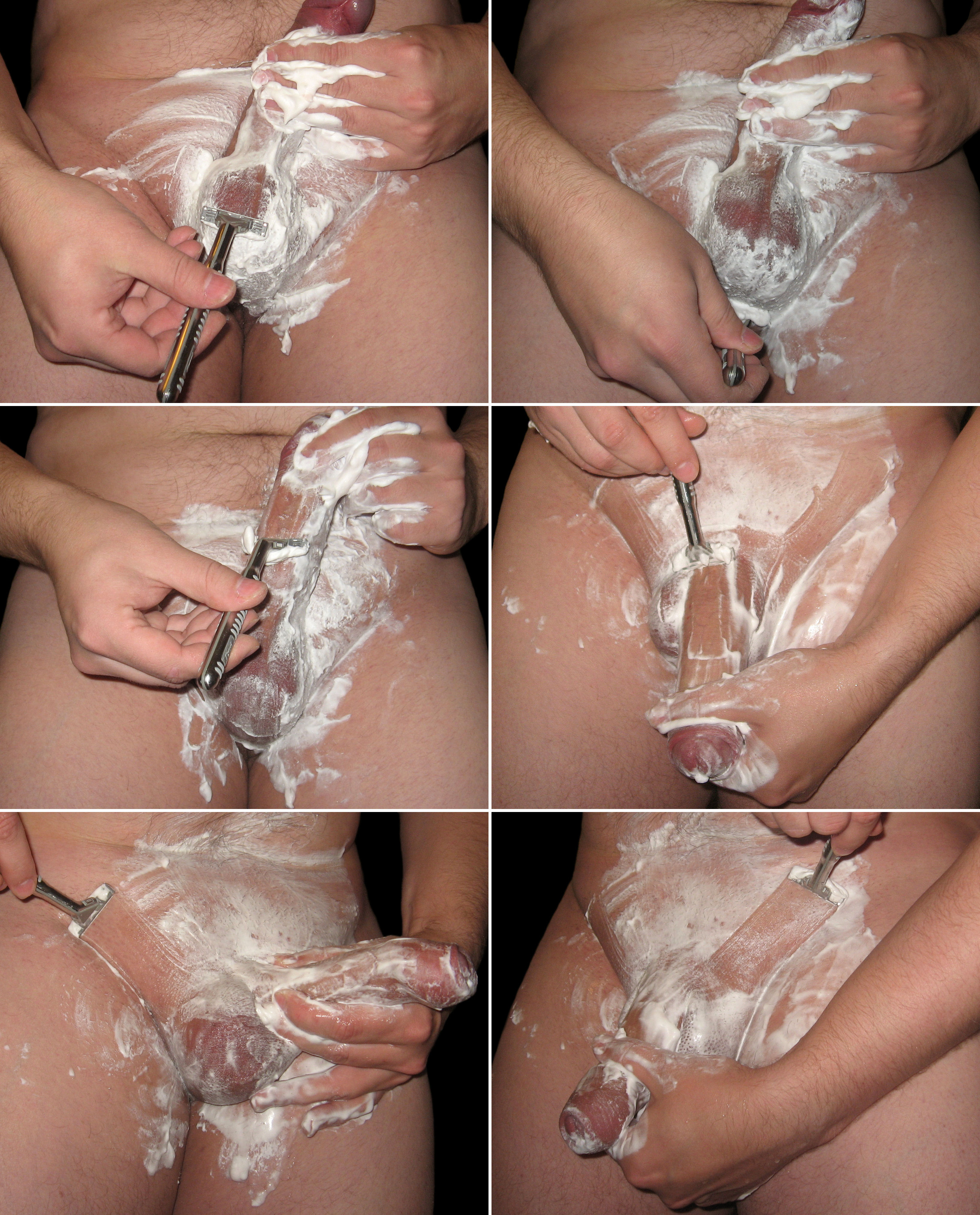
Depilação masculina com um barbeador

Após o aumento da popularidade da depilação feminina, comumente chamada de depilação biquíni, a depilação masculina tornou-se mais comum nos anos 90, embora o número de praticantes seja historicamente e atualmente desconhecido.
Ao contrário das muitas possibilidades de estilo para a remoção de pelos pubianos femininos, a prática masculina é principalmente a remoção total, às vezes chamada de manzilian, uma contração de "male Brazilian" (homem brasileiro). No entanto, os salões de depilação normalmente oferecem variações na depilação total da área genital e muitas vezes incluem outras partes do corpo em combinações de serviços oferecidos à clientela. Uma combinação popular é onde as costas, o escroto e a região perianal entre as nádegas são depiladas. Os pelos também podem ser removido do pênis.
Os estilos de pelos pubianos mais comuns para os homens são:
- Bolas de bilhar (Billiard Balls), Depilação completa ou parcial dos pelos da região escrotal.
- Limite das coxas (Thighs the Limits), Remoção dos pelos da virilha abaixo das coxas.
- Boyzilian, Aparo total, deixando os pelos pubianos bem curtos
- Depilação total

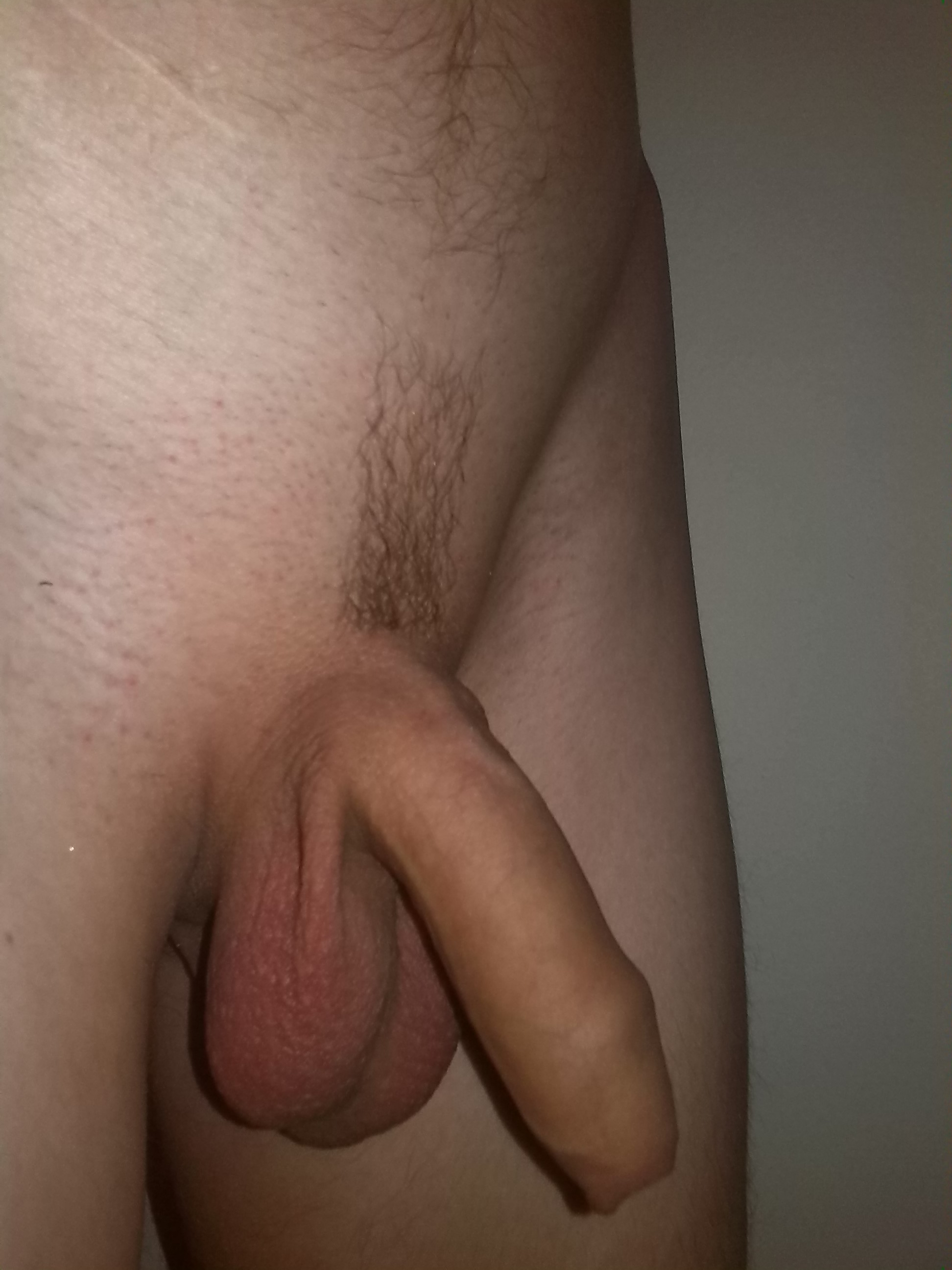
"Pista de pouso" ou Depilação francesa masculina
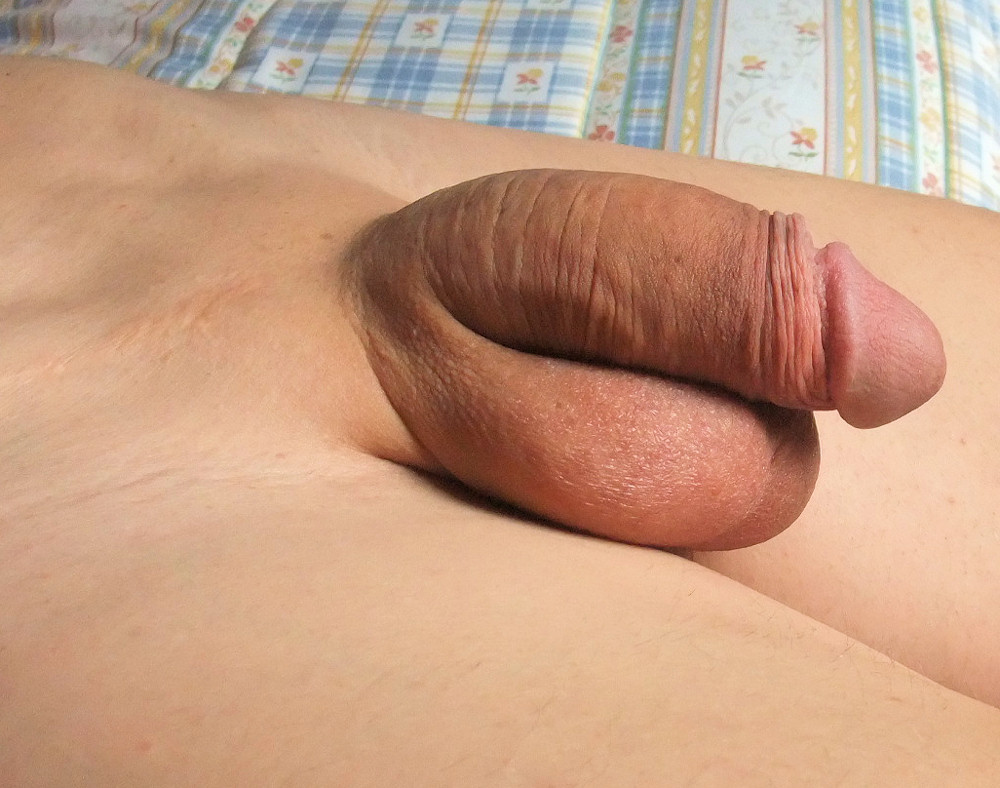
Depilação total consistindo na remoção total dos pelos
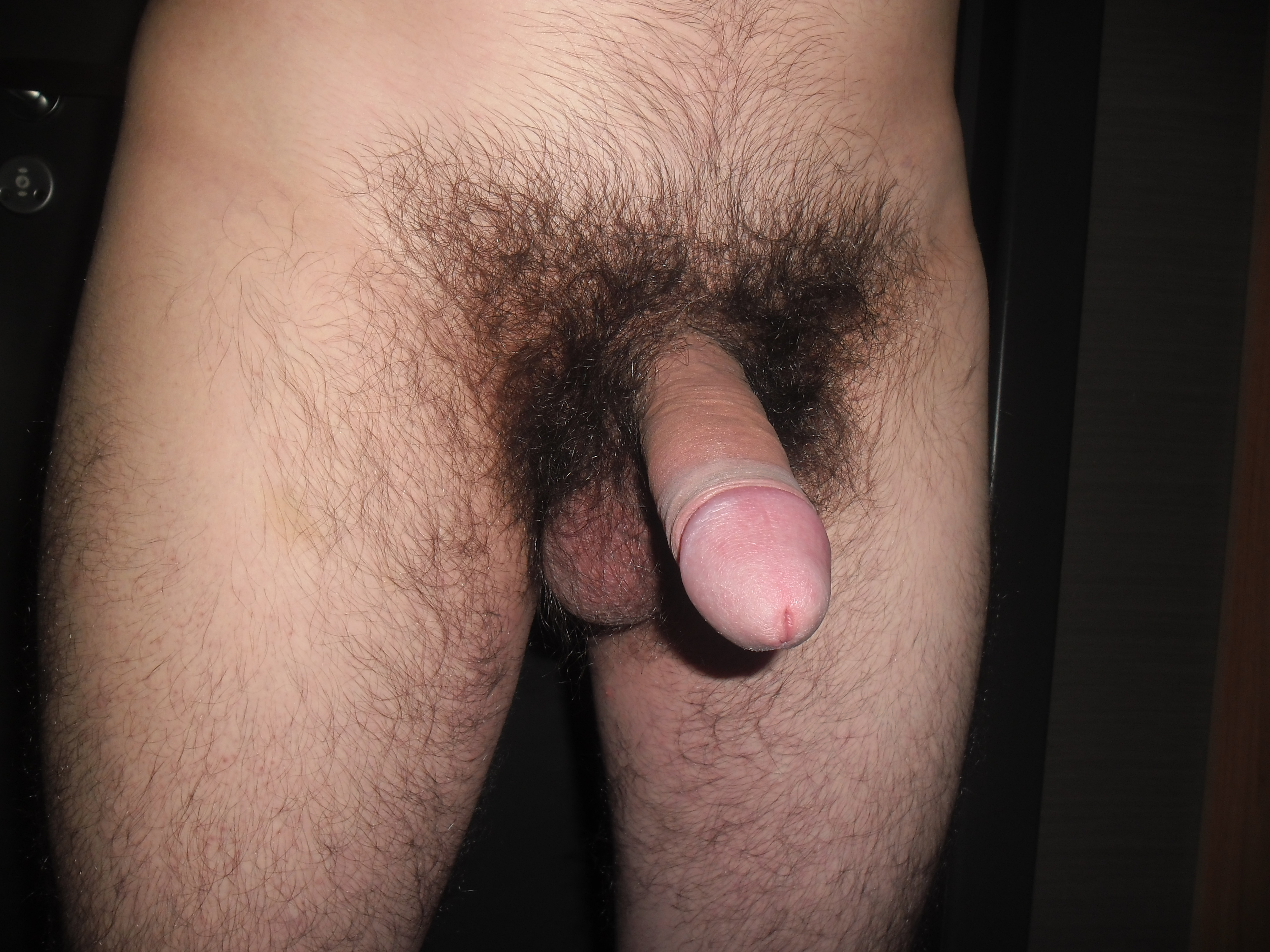
Pelos pubianos naturais

## Técnicas

### Depilação com cera
Depilação com cera envolve o espalhamento fino de uma combinação de cera sobre a pele. Um pano ou tira de papel é então pressionado no topo e arrancado com um movimento rápido contra a direção do crescimento do pelo. Isso remove a cera junto com o pelo e células mortas da pele, deixando a pele lisa. Kits de depilação doméstica tornaram-se cada vez mais populares ao longo dos anos. Uma cera dura que não requer a tira de papel de tecido é por vezes utilizada nas áreas mais sensíveis, como o escroto ou o pênis. Um óleo leve, como o óleo para bebês, pode ser aplicado nessas áreas sensíveis antes que a cera seja aplicada para reduzir a adesão da cera à pele. É desejável não cobrir os órgãos genitais com uma toalha modesta ao usar óleo, já que a toalha pode absorver o óleo protetor, diminuindo sua eficácia. A aplicação de óleo de ovo durante alguns dias após a depilação pode ajudar a hidratar a pele e reduzir a inflamação, a dor ou o crescimento de bactérias.

#### Material
A cera utilizada é muitas vezes uma mistura de cera de abelha natural e óleo de pinho, em vez de as ceras sintéticas mais comumente usadas para depilação de perna regular.. Considera-se que cera de abelha é mais forte e mais eficaz na remoção dos pelos grossos pubianos. Muitos produtos estão disponíveis para diminuir a dor, tais como anestésicos. Às vezes, um inibidor de pelos é aplicado, o que retarda o crescimento dos pelos e um novo crescimento pode parar completamente. Os resultados podem durar até dois meses.

### Depilação com açúcar
Depilação com açúcar ou depilação persa é um método de depilação que tem sido usado desde 1900 AEC. Historicamente, o açúcar estava confinado às regiões vizinhas da Pérsia até o primeiro milênio EC. Como resultado, especula-se que o mel foi o primeiro agente açucarado. Depilação com açúcar também era conhecido como sukkar ou ḥalawa no Oriente Médio, como ağda na Turquia, e como moum no Irã.
Com o método das tiras, conhecido como cera de açúcar, a área a ser depilada é tipicamente polvilhada com pó (amido comercial ou de milho) antes da aplicação da solução açucarada, que é espalhada com uma espátula. Alguns salões ecológicos notaram que estes produtos não são necessários para aplicar a solução de açúcar.  Depois que a pasta pegajosa é aplicada na pele na mesma direção do crescimento dos pelos, uma tira de tecido ou papel poroso é pressionada na preparação e rapidamente removida, com a tira levando os cabelos junto com ela. Em contraste com a cera tradicional, qualquer resíduo de pasta açucarada restante pode ser lavado com água. O processo pode ser repetido após 8 a 10 dias de crescimento dos pelos, ao contrário das 3 a 4 semanas de crescimento de pelos que a depilação tradicional exige.

### Depilação a laser
O principal princípio por trás da depilação a laser é a fototermólise seletiva (SPTL), a combinação de um comprimento de onda específico da duração da luz e do pulso para obter o efeito ideal em um tecido alvo com efeito mínimo sobre o tecido circundante. Os lasers podem causar danos localizados ao aquecer seletivamente a matéria-alvo escura, a melanina, aquecendo assim as células-tronco basais no folículo, o que causa o crescimento dos pelos, o folículo, enquanto não aquece o resto da pele. A luz é absorvida por objetos escuros, mas refletida por objetos leves e água, de modo que a energia do laser pode ser absorvida pelo material escuro no cabelo ou na pele, com muito mais velocidade e intensidade do que apenas a pele sem pelos escuros ou melanina.

## Precauções e possíveis danos à saúde
Em 2016, o Journal of American Medical Association publicou um estudo no qual se descobriu que, das 3.316 mulheres americanas entrevistadas, 84% relataram uma história de pelos púbicos ao longo da vida, com 59% relatando que as motivações primárias para a depilação eram para higiene.
A depilação biquíni foi creditada com uma redução global significativa nos casos de piolho pubiano. No entanto, a comunidade médica também viu um aumento recente na foliculite, ou infecção em torno do folículo piloso, em mulheres que depilam ou depilam as áreas do biquíni.